# Una vergine da rubare
Una vergine da rubare (titolo originale in russo Кавказская пленница, или Новые приключения Шурика?, Kavkazkaja plennica, ili Novye priključenija Šurika, lett. "La prigioniera caucasica, o Le nuove avventure di Šurik") è un film sovietico del 1967 diretto da Leonid Gajdaj.

## Trama
Šurik, antropologo, è in spedizione sul Caucaso alla ricerca di storie e leggende locali. Ma durante il suo percorso incontra una bellissima ragazza, oggetto del desiderio dell'ingannevole governatore locale che assolda una gang, la quale viene incaricata del rapimento della giovane fanciulla non senza l'aiuto dell'esploratore. Quest'ultimo viene portato ad attuare il rapimento nella convinzione che ciò risulti essere una vecchia usanza folkloristica. Quando egli infine si accorge di essere stato ingannato, cercherà di salvare la ragazza della quale si è innamorato.